# Tour du Limousin 2017
La 50e édition du Tour du Limousin se déroule du 15 au 18 août 2017. C'est la première édition depuis 2004 dont le grand départ n'est pas donné à Limoges. Alexis Vuillermoz remporte le classement général et la deuxième étape.

## Présentation

### Équipes
Vingt équipes participent à cette édition du Tour du Limousin - deux équipes professionnelles, treize équipes continentales professionnelles et cinq équipes continentales :
| UCI World Tour   | UCI World Tour | UCI World Tour |
| Nom de l'équipe  | Pays           | Code           |
| ---------------- | -------------- | -------------- |
| AG2R La Mondiale | France         | ALM            |
| FDJ              | France         | FDJ            |

| Équipes continentales professionnelles | Équipes continentales professionnelles | Équipes continentales professionnelles |
| Nom de l'équipe                        | Pays                                   | Code                                   |
| -------------------------------------- | -------------------------------------- | -------------------------------------- |
| Androni Giocattoli                     | Italie                                 | ANS                                    |
| Bardiani CSF                           | Italie                                 | BRD                                    |
| Caja Rural-Seguros RGA                 | Espagne                                | CJR                                    |
| Cofidis                                | France                                 | COF                                    |
| Direct Énergie                         | France                                 | DEN                                    |
| Delko-Marseille Provence-KTM           | France                                 | DMP                                    |
| Fortuneo-Oscaro                        | France                                 | FVC                                    |
| Gazprom-RusVelo                        | Russie                                 | GAZ                                    |
| Roompot-Nederlandse Loterij            | Pays-Bas                               | RNL                                    |
| Sport Vlaanderen-Baloise               | Belgique                               | SVB                                    |
| Wanty-Groupe Gobert                    | Belgique                               | WGG                                    |
| Wilier Triestina-Selle Italia          | Italie                                 | WIL                                    |
| WB-Veranclassic-Aqua Protect           | Belgique                               | WVA                                    |

| Équipes continentales         | Équipes continentales | Équipes continentales |
| Nom de l'équipe               | Pays                  | Code                  |
| ----------------------------- | --------------------- | --------------------- |
| Armée de Terre                | France                | ADT                   |
| HP BTP-Auber 93               | France                | AUB                   |
| Beobank-Corendon              | Belgique              | BOC                   |
| Euskadi Basque Country-Murias | Espagne               | EUS                   |
| Roubaix Lille Métropole       | France                | RLM                   |

## Déroulement de la course

### Classements des étapes
| Étape     | Date    | Villes étapes                        |                  | Distance (km) | Vainqueur d’étape | Leader du classement général |
| --------- | ------- | ------------------------------------ | ---------------- | ------------- | ----------------- | ---------------------------- |
| 1re étape | 15 août | Panazol - Rochechouart               | Étape accidentée | 168           | Élie Gesbert      | Élie Gesbert                 |
| 2e étape  | 16 août | Fursac - Monts de Guéret             | Étape accidentée | 185,8         | Alexis Vuillermoz | Élie Gesbert                 |
| 3e étape  | 17 août | Saint-Pantaléon-de-Larche - Chaumeil | Étape accidentée | 184,7         | Cyril Gautier     | Élie Gesbert                 |
| 4e étape  | 18 août | Saint-Junien - Limoges               | Étape accidentée | 168,9         | Guillaume Martin  | Alexis Vuillermoz            |

## Classement final
| \| Classement général \| Classement général \| Classement général \| Classement général \| Classement général \| \| Coureur \| Coureur \| Pays \| Équipe \| Temps \| \| ------------------ \| ------------------ \| ------------------ \| ---------------------------- \| ------------------ \| \| 1er \| Alexis Vuillermoz \| France \| AG2R La Mondiale \| 17 h 26 min 42 s \| \| 2e \| Élie Gesbert \| France \| Fortuneo-Oscaro \| + 0 s \| \| 3e \| Francesco Gavazzi \| Italie \| Androni-Sidermec-Bottecchia \| + 19 s \| \| 4e \| Julien Simon \| France \| Cofidis, Solutions Crédits \| + 28 s \| \| 5e \| Lorenzo Rota \| Italie \| Bardiani CSF \| + 29 s \| \| 6e \| Lilian Calmejane \| France \| Direct Énergie \| + 35 s \| \| 7e \| Romain Sicard \| France \| Direct Énergie \| + 40 s \| \| 8e \| Mauro Finetto \| Italie \| Delko-Marseille Provence-KTM \| + 47 s \| \| 9e \| Marco Minnaard \| Pays-Bas \| Wanty-Groupe Gobert \| + 50 s \| \| 10e \| Hubert Dupont \| France \| AG2R La Mondiale \| + 50 s \| |                   |          |                              |                  |
| |                   |          |                              |                  |
| Source : ProCyclingStats |                   |          |                              |                  |
| Classement général |                   |          |                              |                  |
| Coureur | Coureur           | Pays     | Équipe                       | Temps            |
| 1er | Alexis Vuillermoz | France   | AG2R La Mondiale             | 17 h 26 min 42 s |
| 2e | Élie Gesbert      | France   | Fortuneo-Oscaro              | + 0 s            |
| 3e | Francesco Gavazzi | Italie   | Androni-Sidermec-Bottecchia  | + 19 s           |
| 4e | Julien Simon      | France   | Cofidis, Solutions Crédits   | + 28 s           |
| 5e | Lorenzo Rota      | Italie   | Bardiani CSF                 | + 29 s           |
| 6e | Lilian Calmejane  | France   | Direct Énergie               | + 35 s           |
| 7e | Romain Sicard     | France   | Direct Énergie               | + 40 s           |
| 8e | Mauro Finetto     | Italie   | Delko-Marseille Provence-KTM | + 47 s           |
| 9e | Marco Minnaard    | Pays-Bas | Wanty-Groupe Gobert          | + 50 s           |
| 10e | Hubert Dupont     | France   | AG2R La Mondiale             | + 50 s           |